# Соња Караџић Јовичевић
Соња Караџић Јовичевић (Сарајево, 22. мај 1967) босанскохерцеговачки је политичар и љекар.
Специјалиста је радиологије. Функционер Српске демократске странке и потпредсједник Народне скупштине Републике Српске.
Кћерка је првог председника Републике Српске Радована Караџића. Удата је и има два сина.